# 252년

## 연호
- 위(魏) 가평(嘉平) 4년
- 촉(蜀) 연희(延熙) 15년
- 오(吳) 태원(太元) 2년 / 신봉(神鳳) 원년 / 건흥(建興) 원년

## 기년
- 위(魏) 소제(少帝) 13년
- 촉(蜀) 후주(後主) 30년
- 오(吳) 대제(大帝) 31년 / 폐제(廢帝) 원년
- 신라(新羅) 첨해 이사금(沾解泥師今) 6년
- 고구려(高句麗) 중천왕(中川王) 5년
- 백제(百濟) 고이왕(古爾王) 19년

## 사망
- 5월 21일 - 중국 삼국시대 오나라의 초대 황제 손권.